# Colonia la Esperanza, Guerrero
Colonia la Esperanza är en ort i Mexiko.   Den ligger i kommunen Ayutla de los Libres och delstaten Guerrero, i den södra delen av landet, 280 km söder om huvudstaden Mexico City. Colonia la Esperanza ligger 345 meter över havet och antalet invånare är 231.
Terrängen runt Colonia la Esperanza är kuperad österut, men västerut är den platt. Runt Colonia la Esperanza är det ganska tätbefolkat, med 58 invånare per kvadratkilometer. Närmaste större samhälle är Ayutla de los Libres, 2,2 km nordost om Colonia la Esperanza. Omgivningarna runt Colonia la Esperanza är en mosaik av jordbruksmark och naturlig växtlighet.